# خورخي أرييل فرنانديز
خورخي أرييل فرنانديز (بالإسبانية: Jorge Ariel Fernández) هو لاعب كرة قدم أرجنتيني، ولد في 9 مارس 1982 في لوماس دي ثامورا في الأرجنتين. لعب مع بانفيلد.

## وصلات خارجية
- خورخي أرييل فرنانديز على موقع قاعدة بيانات كرة القدم.إي يو (الإنجليزية)
- خورخي أرييل فرنانديز على موقع Soccerway.com (الإنجليزية)